# Buenaventura de Santa Catalina
Buenaventura Gavicaechevarría Guerricabeitia (Ajánguiz, 14 de julio de 1887 - Alcázar de San Juan, 26 de julio de 1936), más conocido como Buenaventura de Santa Catalina, fue un sacerdote católico español, religioso de la Orden de la Santísima Trinidad, fusilado por el Bando republicano, durante la guerra Civil de España (1934-1936). Fue beatificado por el papa Francisco el 13 de octubre de 2013.

## Biografía
Buenaventura Gavicaechevarría Guerricabeitia nació en el barrio de Medieta, del municipio de Ajánguiz (Vizcaya-España), el 14 de julio de 1887, en el seno de una familia de profundos valores cristianos. Sus padres fueron Gregorio Gavicaechevarría  y Cristiana Guerricabeitia. Ingresó a la Orden de la Santísima Trinidad, en le convento de Algorta, en 1902. Profesó sus votos 1903, tomando el nombre de Buenaventura de Santa Catalina, en honor a una de las santas patronas de la Orden trinitaria. El 28 de septiembre de 1906 profesó sus votos solemnes de castidad, pobreza, obediencia y humildad, en el convento de La Rambla (Provincia de Córdoba). Fue ordenado sacerdote en Málaga el 17 de diciembre de 1909. Su ministerio lo desempeñó en los conventos de Belmonte y Alcázar de San Juan. Estando en este último fue cuando estalló la Guerra Civil de España y, al interno de esta, la persecución contra la Iglesia católica, de la que fue víctima 26 de julio de 1936, cuando milicianos del bando republicano le fusilaron junto a otros cinco compañeros trinitarios: Hermenegildo de la Asunción, Antonio de Jesús y María, Francisco de San Lorenzo, Plácido de Jesús y Esteban de San José.

## Culto
En 1993 se introdujo la causa de beatificación de los mártires Hermenegildo de la Asunción y sus compañeros, entre estos estaba Buenaventura de Santa Catalina. El decreto final fue firmado por el papa Benedicto XVI el 28 de julio de 2012.
Buenaventura de Santa Catalina fue beatificado durante el pontificado de Francisco, el 13 de octubre de 2013, junto a los otro cinco religiosos trinitarios. La ceremonia de beatificación fue presidida por el cardenal Angelo Amato, prefecto de la Congregación para las Causas de los Santos, en la ciudad de Tarragona en la que se elevó a los altares a 522 mártires de España del siglo XX. Su fiesta celebra el 6 de noviembre y sus reliquias se veneran en la iglesia de la Santísima Trinidad, en una capilla dedicada a los mártires trinitarios de Alcázar de San Juan.